# Český Jiřetín
Český Jiřetín (deutsch Georgendorf) ist eine Gemeinde im Ústecký kraj in Tschechien.

## Geographie

### Lage
Die Ortschaft liegt in Nordböhmen an der Flöha (Flájský potok) im Erzgebirge unmittelbar an der sächsischen Grenze. Ein Grenzübergang verbindet Český Jiřetín seit 2008 mit dem am Zusammenfluss des Rauschenbaches mit der Flöha gelegenen deutschen Ort Deutschgeorgenthal.

### Gemeindegliederung
Die Gemeinde Český Jiřetín besteht aus den Ortsteilen Český Jiřetín (Georgendorf) und Fláje (Fleyh), die zugleich auch Katastralbezirke bilden. Zu Český Jiřetín gehört die Ansiedlung Horní Ves (Oberdorf).

### Nachbarorte
|                   | Rechenberg-Bienenmühle                            |               |
| Neuhausen/Erzgeb. | Kompassrose, die auf Nachbargemeinden zeigt       | Osek (Ossegg) |
|                   | Klíny (Göhren), Meziboří (Schönbach), Lom (Bruch) |               |

## Geschichte

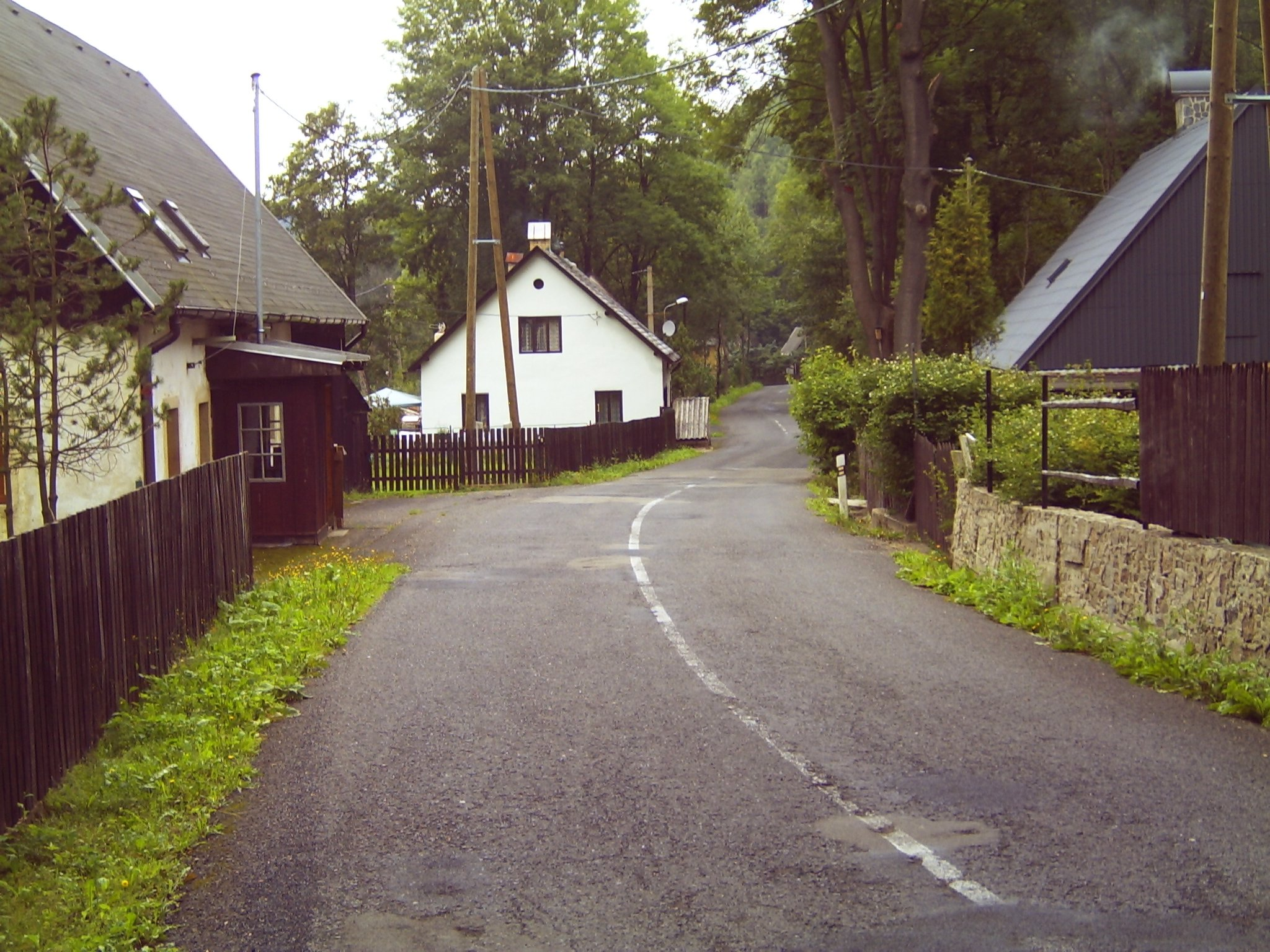
Straßenzug im Dorf

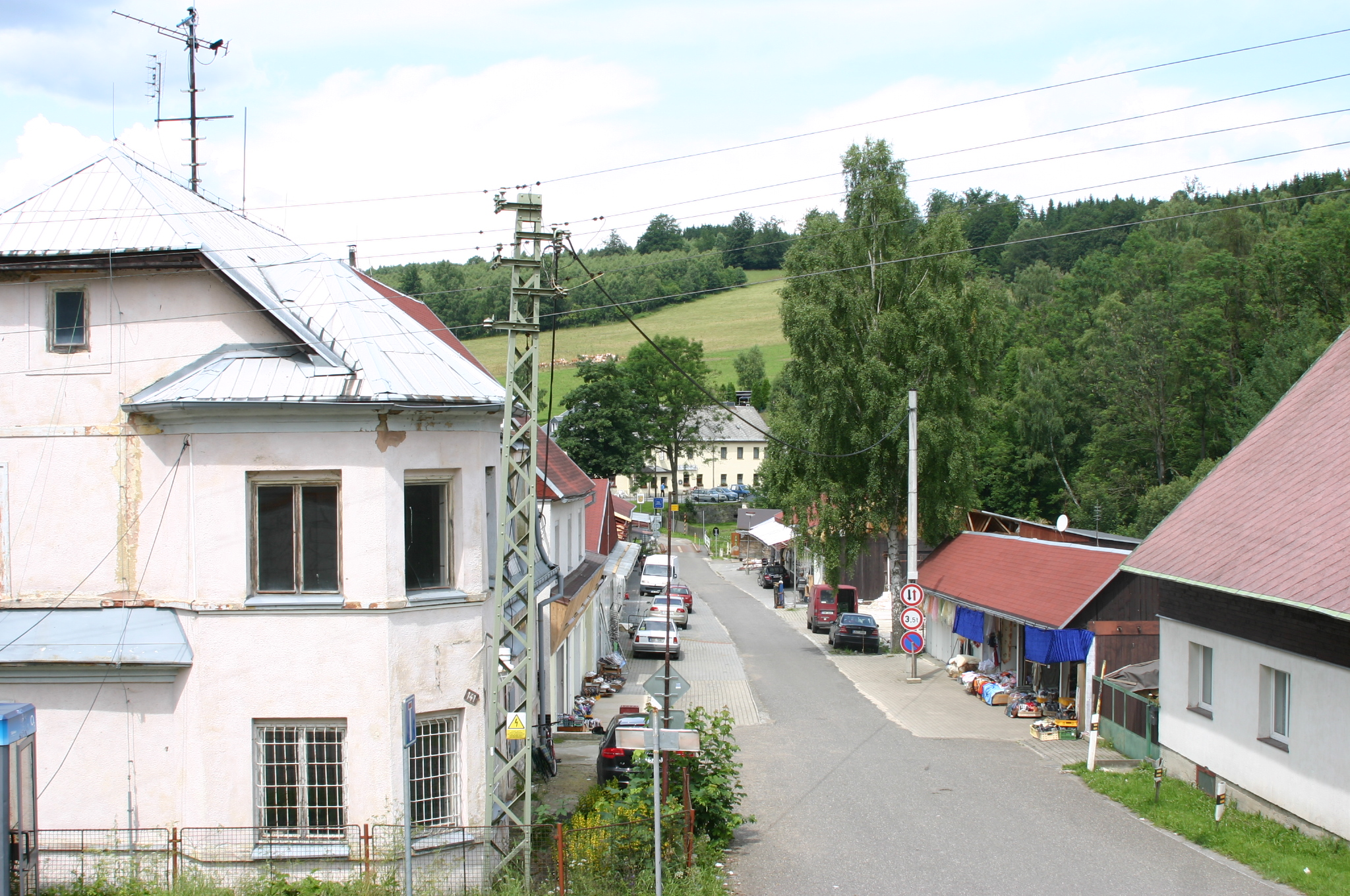
Grenzübergang zur Bundesrepublik Deutschland

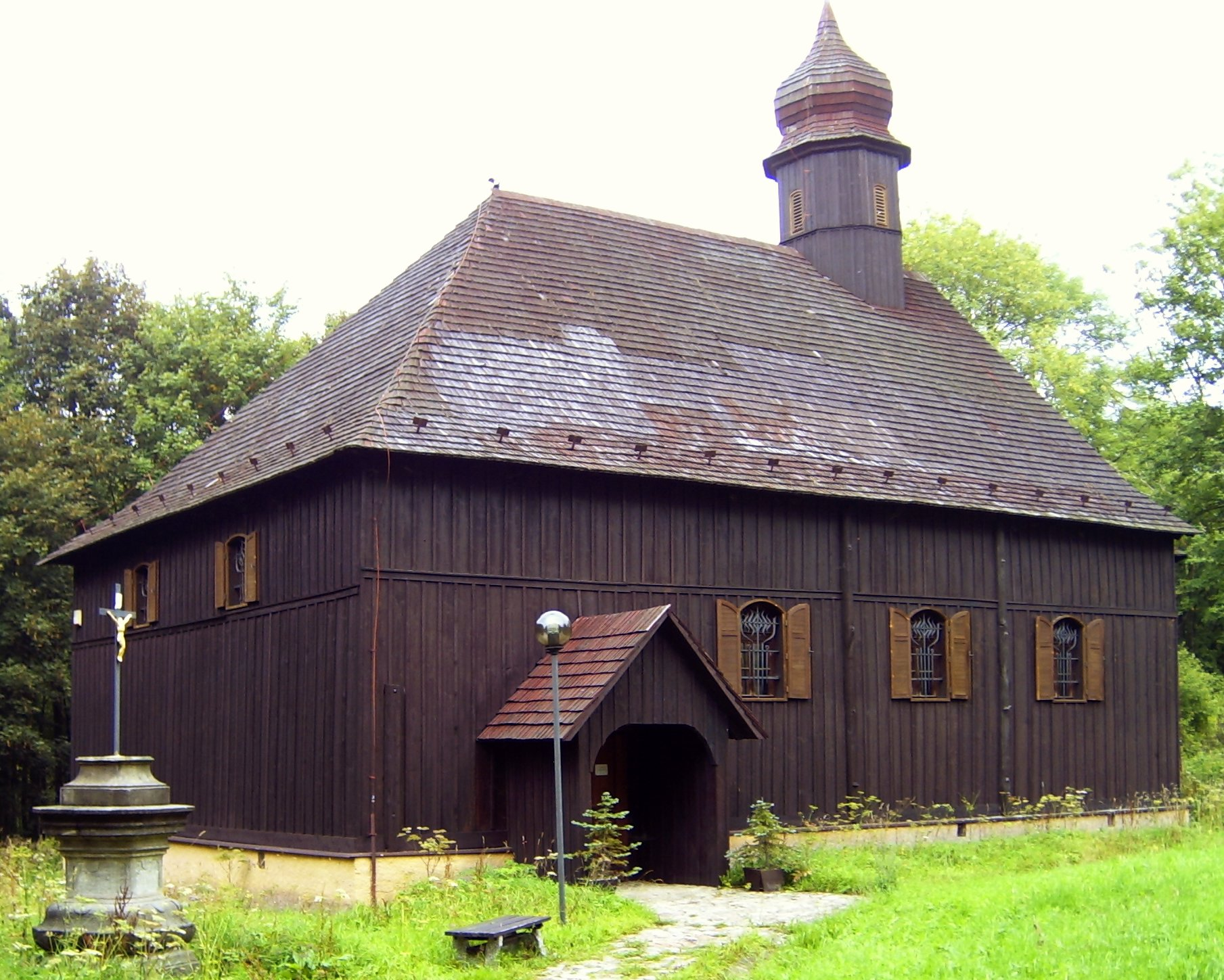
Ehemalige Kirche von Fláje, jetzt in Český Jiřetín

Die Gründung des Dorfes, das als Holzfällersiedlung durch Georg von Lobkowicz angelegt wurde, wird auf 1592 datiert. Im 16. Jahrhundert gehörte der Ort zu den Bergbauorten des Erzgebirges. Im Ort wurde damals Silber, Kupfer und Blei abgebaut. In den Jahren 1624 bis 1629 wurde die Neugrabenflöße angelegt; der Flößgraben führte von Fleyh bis nach Clausnitz in Sachsen. Er wurde durch den sächsischen Kurfürsten Johann Georg I. nach Plänen von Friedrich Lingke in Auftrag gegeben. Insgesamt 243 Jahre wurde dort Holz aus den böhmischen Wäldern nach Freiberg transportiert. Im letzten Quartal des 18. Jahrhunderts befand sich im Dorf ein sächsisches Zollhaus auf böhmischer Seite, in dem der sächsische Flößmeister wohnte. Im Jahre 1800 wurde auf Kosten der Gemeinde die Lokalkirche St. Peter und Paul erbaut, zuvor war das Dorf nach Fleyh eingepfarrt.
Im Jahre 1830 hatte Georgensdorf, auch Böhmisch-Georgenthal genannt, 125 Häusern mit 648 deutschsprachigen Einwohnern, darunter 17 Gewerbetreibenden. Unter herrschaftlichem Patronat standen die Lokalkirche St. Peter und Paul, deren Seelsorger aus dem Religionsfonds besoldet wurde, und die Schule. Um 1870 stand die Lokalkirche unter dem Patronat des Grafen Waldstein. Die Volksschule war um 1870 einklassig und wurde von 76 Jungen und 64 Mädchen, insgesamt 140 Schülern, besucht; eingeschult war das gräfliche Schloss Lichtenwald.
Im Ort gab es acht Mahlmühlen und vier Brettmühlen. Abseits lag das Jagdschloss Lichtenwald mit einem Forsthaus und einem verfallenen Meierhof. Bis zur Mitte des 19. Jahrhunderts blieb Georgensdorf der Fideikommissherrschaft Dux untertänig.
Nach der Aufhebung der Patrimonialherrschaften bildete Georgendorf ab 1850 mit den Einschichten Kühlstall und Lichtenwald eine Gemeinde im Leitmeritzer Kreis und Gerichtsbezirk Dux. Ab 1868 gehörte die Gemeinde zum Bezirk Teplitz und ab 1896 zum Bezirk Brüx. Im Jahre 1905 wurde Georgendorf dem neu gebildeten Gerichtsbezirk Oberleutensdorf zugeordnet.
Nach dem Ersten Weltkrieg wurde die Region der neu geschaffenen Tschechoslowakei zugeschlagen.
Aufgrund des Münchner Abkommens gehörte Georgendorf von 1938 bis 1945 zum Landkreis Brüx, Regierungsbezirk Aussig, im Reichsgau Sudetenland des Deutschen Reichs. 1939 lebten in der Gemeinde 710 Personen. Nach dem Ende des Zweiten Weltkriegs wurde der Ort von der Tschechoslowakei übernommen, und die deutschböhmische Bevölkerung wurde enteignet und vertrieben.
Nach dem Zweiten Weltkrieg wurde die Kirche St. Peter und Paul zerstört. In den Jahren 1958 bis 1960 wurde südöstlich des Dorfes die Talsperre Fláje errichtet. In diesem Zusammenhang wurde die Nachbargemeinde Fláje 1960 aufgelöst und die Ortschaft Fláje zu Český Jiřetín zugeschlagen. 1969 wurde die Kirche Johannes des Täufers aus dem erloschenen Dorf Fláje nach Český Jiřetín versetzt. 1995 wurde ein Grenzübergang für Wanderer nach Deutschgeorgenthal eröffnet, dieser wurde 2008 zu einer Straßenverbindung ausgebaut.
Gegenwärtig lebt der Naherholungs- und Grenzort vor allem vom Tourismus.

### Demographie
Bis 1945 war Georgendorf überwiegend von Deutschböhmen besiedelt, die vertrieben wurden.
| Jahr | Einwohner | Anmerkungen    |
| ---- | --------- | -------------- |
| 1830 | 648       | in 125 Häusern |
| 1869 | 765       |                |
| 1871 | ca. 850   | in 147 Häusern |
| 1880 | 795       |                |
| 1890 | 822       |                |
| 1900 | 800       |                |
| 1910 | 878       |                |
| 1921 | 752       |                |
| 1930 | 762       | [ 8 ]          |
| 1939 | 710       | [ 8 ]          |

| Jahr      | 1950 | 1961 1 | 1970 1 | 1980 1 | 1991 1 | 2001 1 |
| Einwohner | 185  | 164    | 101    | 67     | 50     | 55     |

## Sehenswürdigkeiten
- Kirche Johannes des Täufers, sie wurde 1969 aus dem wegen des Baus der Talsperre Fláje erloschenen Dorf Fláje nach Český Jiřetín versetzt. Die Kirche ist heute der einzige komplett aus Holz errichtete Sakralbau im Erzgebirge.
- 70 m hoher Wasserfall an der Neugrabenflöße
- Jagdschloss Lichtenwald, erbaut 1761 bis 1767, südlich des Dorfes auf dem Gipfel des Bradáčov (876 m)